# 左輔 (弘治進士)
左輔（1455年—？），字弼之，直隸寧國府涇縣人，民籍，明朝政治人物。

## 生平
弘治八年（1495年）乙卯科應天府鄉試第二十八名舉人。弘治九年（1496年）聯捷丙辰科會試第五十六名，三甲第一百四十七名進士。授江西浮梁县知县。时景德镇窑厂中使（太监）大扰，镇民相构为乱。辅开谕祸福，始解散。又请撤厂使，忤中贵，调景陵，迁瑞州府同知。又忤（刘）瑾党，谪南安府教授，再谪南城县训导，日与诸生讲论不辍。瑾诛，起知宁州。谢病归寓沙园，以著述有得。辅恬淡端悫，读书探究性理。

## 著作
著《周易本义附说》、《太极后图》、《南庠日讲》等集。

## 家族
曾祖左處中，訓科；祖父左有昂，贈監察御史；父左孟暹，母王氏。重庆下。兄左然（户部主事）；左韶；弟左新。